# Midian
Midian — четвёртый полноформатный альбом английской метал-группы Cradle of Filth. Вышел на Хеллоуин в 2000 году.

## Об альбоме
Это концептуальный альбом, вдохновлённый новеллой Клайва Баркера Ночной народ и основанным на ней фильмом «Ночной народ» (Nightbreed). Мидиан — это расположенный в бездне под древним кладбищем город, место обитания монстров, странных существ и отвергнутых обществом уродов. Почти все они — потомки давно забытых лунных кланов.
Также, согласно Библии, Мидиан — местность, где Моисей провёл сорок лет после исхода из Египта. Сегодня это запад Саудовской Аравии, юг Иордании и Израиля и Синай. Мидианиты — арабское племя, происходящее от Авраама, также часто упоминаются в Коране как мадиане.
В записи альбома принял участие культовый актёр Даг Бредли, исполнивший в фильме «Ночной народ» одну из ключевых ролей. (Также известен как Pinhead из фильма Баркера «Восставший из ада» и его сиквелов). Даг Бредли ведёт повествование в композициях «Her Ghost in the Fog», «Death Magick for Adepts» и «Tortured Soul Asylum».

## Песни

### Death Magick for Adepts

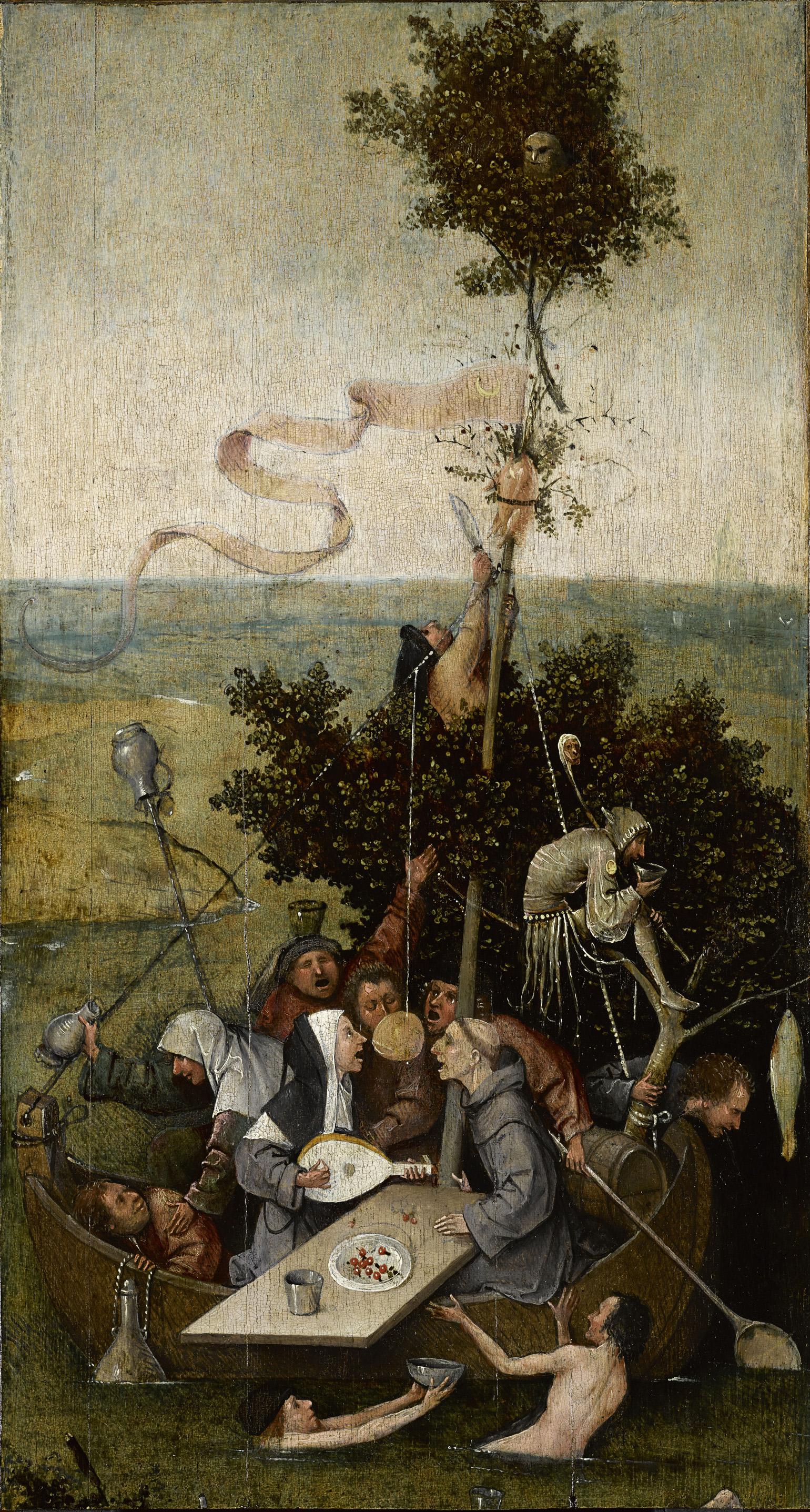
Корабль дураков. 1495—1500. Лувр. Париж

Упоминаются
- известные художники Франсиско Гойя, Иероним Босх и Питер Брейгель Старший:

Goya, Bosch and Brueghel

Three times moonwise stain thy graves

For words alone are at loss to trace

The face of today’s inhuman wraith

а также картина Босха «Корабль дураков»:

«<…> Our Ship of Fools, all boards handmade

Sinks, dashed by seismic waves…»

### Lord Abortion
Открывающая фраза песни «Lord Abortion» «Care for a little necrophilia?» — это цитата из фильма Терри Гиллиама «Бразилия» (в фильме её произносит Ким Грейст, а здесь — Toni King, жена Дэни).
Упоминаются серийные убийцы:
- Жиль де Ре:

My ambition is to slay anon

A sinner in the hands of a dirty God

Who lets Me prey, a Gilles De Rais

Of light where faith leads truth astray.

- Джеффри Дамер:

«<…> I know I’m sick as Dahmer did, but this is what I do

Aah, aah, ahh, I’ll let you sleep when I am through…»

### Her Ghost in the Fog
- Имеет продолжение в виде песни «Swansong for a Raven» на альбоме «Nymphetamine».

## Список композиций
1. At the Gates of Midian — 02:21
2. Cthulhu Dawn — 04:17
3. Saffron’s Curse — 06:33
4. Death Magick for Adepts — 05:53
5. Lord Abortion — 06:52
6. Amor E Morte — 06:44
7. Creatures that Kissed in Cold Mirrors — 03:01
8. Her Ghost in the Fog — 06:24
9. Satanic Mantra — 00:51
10. Tearing the Veil from Grace — 08:13
11. Tortured Soul Asylum — 07:47

## Участники записи
- Дэни Филт — вокал
- Пол Аллендер — гитара
- Джаян Пирес — гитара
- Робин "Грэйвз" Иглстоун[англ.] — бас
- Мартин Пауэлл — клавиши
- Адриан Эрландссон — ударные
- Сара Джезебел Дэва — вокал